# Juicio de los fondos buitre contra Argentina
El juicio de los fondos buitre contra Argentina fue una causa judicial llevada adelante por los acreedores que no aceptaron los canjes de deuda propuestos por el gobierno de ese país. La causa fue llevada adelante en Nueva York por el juez Thomas P. Griesa quien en 2012 emitió un fallo a favor de los fondos buitre y ordenó que Argentina debía pagar la totalidad de lo reclamado, a los holdouts que no habían aceptado los anteriores acuerdos.

## Contexto
La historia de los bonos demandados se remonta al 10 de marzo de 1989 cuando Nicholas Brady, secretario del Tesoro de EE. UU. lanzó en la década del 80 en Plan Brady, cuyos acreedores eran los bancos comerciales y pasaron a ser cientos de miles de bonistas en todo el mundo. Fue elaborado por el entonces Secretario del Tesoro de los Estados Unidos, Nicholas F. Brady, y buscaba transformar la deuda existente en bonos Brady, ofreciendo a los acreedores opciones para reducir sus pérdidas a costa de los deudores, se les exigía a los países deudores aplicar el Consenso de Washington y que cualquier litigio en relación con este tipo de bonos se sometería solamente a la ley del Estado de Nueva York.Argentina lo adoptó el 6 de diciembre de 1992 y cuatro meses más tarde se realizó el canje de la deuda bancaria por los nuevos títulos de deuda pública. En el marco de la crisis económica de los años  2000 y 2001, está deuda entró en default a fines del 2001 con la cesación de pagos.

## Antecedentes
En el marco de la Crisis de diciembre de 2001 en Argentina, una de las crisis económicas más profundas de la historia del país que lleva al default ese año.   
Durante los gobiernos de Néstor Kirchner y Cristina Fernández de Kirchner, en los años 2005 y 2010 respectivamente, se abrieron los canjes de reestructuración de deudas. En ambos procedimientos se ofrecieron bonos con quita del bono-valor y pagos en diferentes plazos, lo que fue aceptado por el 92.4 % de los tenedores de bonos. un subgrupo más pequeño (menos del 1 % del total) conformado por fondos buitres, se negaron a acordar con el país, las cláusulas que conforman el contrato firmado entre el país y los bonistas reestructurados ―la cláusula RUFO―, que imposibilita realizar acuerdos de pagos superiores a los montos acordados en los canjes 2005 y 2010.Ese mismo año un programa de investigación dio a conocer que en el domicilio 
Orange Street 1209, Wilmington, Delaware funciona The Corporation Trust Company, una empresa que acumulaba denunciasante la justicia estadounidense por albergar domicilios de empresas que buscan eludir impuestos, entre ellos las firmas vinculadas a Paul E. Singer y su fondo buitre Elliott Management. tras varios intentos de embargo que el Estado ha logrado recuperar todos los bienes por la vía legal, derrotando a los fondos buitre en todas las ocasiones. Al final quienes pierden parte de sus préstamos son los tenedores de bonos que desisten y rematan sus papeles.
Previamente Argentina enfrentó un litigio con los denominados fondos buitre, cuyo modus operandi consiste en adquirir bonos o títulos de deuda pública de países endeudados o en default casi incobrables con alto riesgo a precios muy bajos a bonistas, casi entre el 30% y 20% de su valor nominal, mediante la crisis financiera, los fondos buitre se arriesgan al comprar títulos de deuda de los países en una situación económica crítica, a precio basura para luego litigar en los foros internacionales.
En las semanas previas un fallo de la Corte Suprema de Bélgica en una demanda contra Argentina interpuesto por el fondo buitre NML, fallando en contra del fondo. La Corte Suprema de Bélgica decidió condenar al fondo NMl de Paul Singer al pago de costas por todas las instancias del pleito judicial.

## Primer fallo
Los fondos NML Capital Ltd. y EM Ltd., que se negaron a ingresar en el canje de 2005 iniciaron una demanda ante el juzgado de Thomas Griesa en Nueva York. La estrategia del financista Paul Singer dueño  Elliott Associates de Paul Singer, que compró deuda argentina en default en 2002 y se negó luego a acogerse a las reestructuraciones de 2005 y 2010, para iniciar una serie de intentos de embargo. En enero de 2010 Griesa ordenó el embargo de algo más de 1.83 millones de dólares de una cuenta que el Banco Central (BCRA) opera en la Reserva Federal que fue revertida días después. Ese mes se reconoció que el fondo Elliott Management Corporation, que encabeza el litigio de Argentina podría una porción del Bank of New York Mellon (BoNY), entidad que no liberó el dinero para pagarles a los bonistas que entraron a los canjes de la Argentina por la presión de Paul Singer, titular de Elliott.En una causa paralela ese mismo año el Tribunal Internacional del Derecho del Mar Fallo a favor de la Argentina  debería cumplir el dictamen y liberar la nave «sin condiciones» y que las partes involucradas se repartan los costos del proceso.Tras otro revés judicial el fondo Eliott se negó a acatar las órdenes judiciales y desconoció la autoridad del Tribunal Internacional del Mar, más tarde tras otro fallo adverso a sus intereses Eliott Capital desconocería también la autoridad de la Corte Suprema Ghanesa.En febrero de 2012 Griesa falló a favor de los fondos buitres estableciendo un total de 900 millones de dólares en deuda y un total de 1600 millones en daños. a los holdouts que no habían aceptado los anteriores acuerdos. 
.  En Francia, el fondo NML Elliot había perdido un juicio contra el país el 4 de abril de 2013, ya que la Corte Suprema de Francia dictaminó que la Argentina tenía derecho a reestructurar su deuda externa y avaló los llamados para canjear títulos en default de 2005 y 2010.
y NML, uno más visibles que había iniciado numerosas demandas e impulsado la retención de la fragata Libertad. El 28 de noviembre la Organización Marítima Internacional (OMI) certificó que la fragata Libertad es un buque militar y por lo tanto es inembargable. El 26 de junio de 2013, la Corte Suprema de Ghana obligó al fondo NML Elliot a pagar 8 millones de dólares a la administración del puerto de Tema por mantener secuestrada la fragata Libertad.

## Apelación y amicus curiae
Argentina apeló la decisión ante la Corte Suprema de Estados Unidos con el acompañamiento de los gobiernos de Dilma Rousseff y Enrique Peña Nieto, de la American Chamber of Commerce of Argentine y del Premio Nobel en Economía, Joseph Stiglitz. También respaldaron la posición argentina el G 77, la UNASUR, los BRICS, la CELAC y más de 80 países (entre ellos Gran Bretaña, Bolivia, Estados Unidos, Venezuela, Chile, Uruguay, Ecuador, Italia, Brasil, Suiza, Perú, Rusia, etc.).

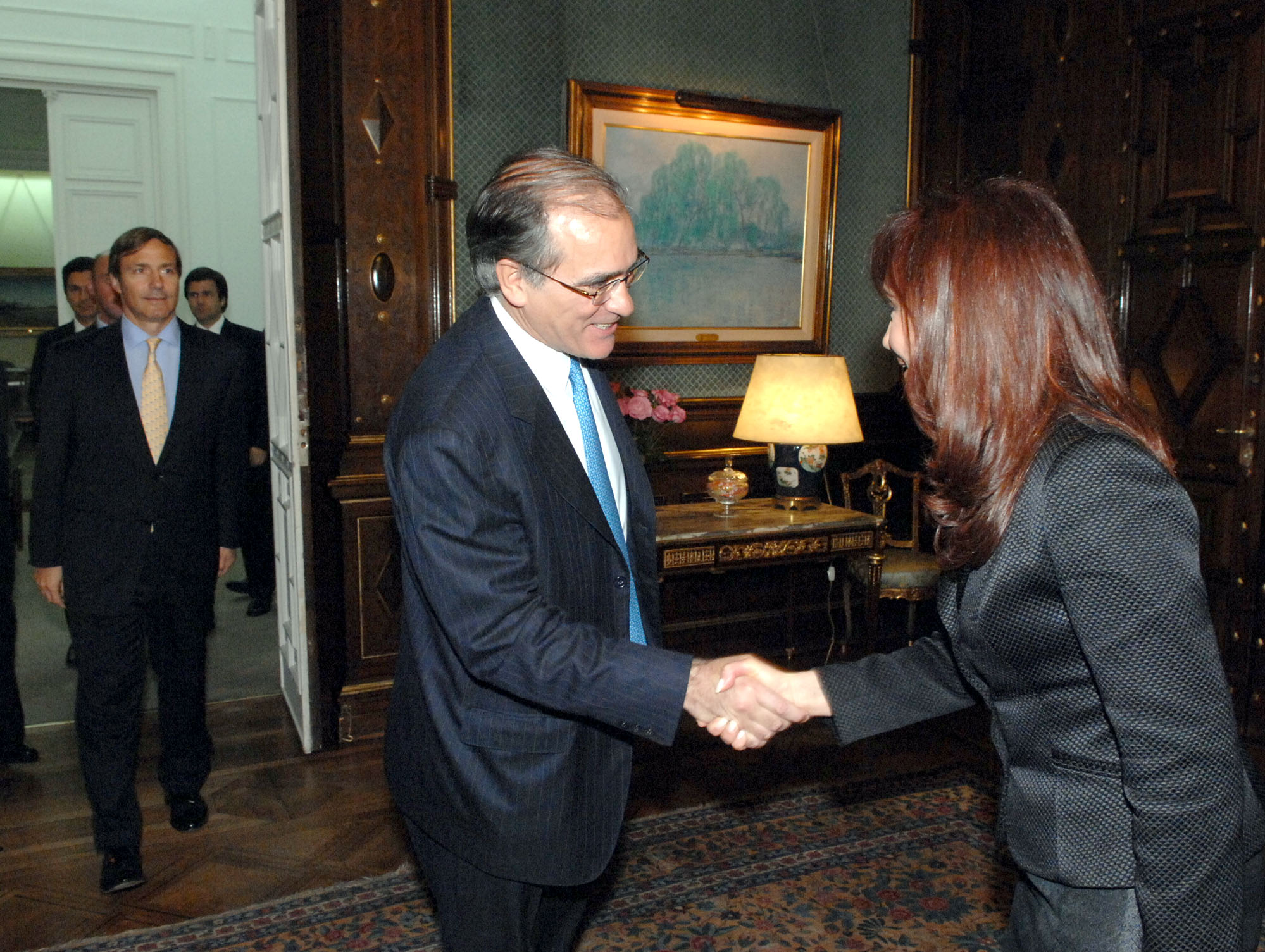
Cristina Fernández de Kirchner recibe a banqueros que no ingresaron al canje de la deuda.

El Gobierno de Estados Unidos presentó un "amicus curiae" ante la Corte de Apelaciones de Nueva York advirtiendo que la interpretación de Griesa «podría permitir a un solo acreedor frustrar la aplicación de un plan de reestructuración con apoyo internacional, y con ello socavar las décadas de esfuerzos que Estados Unidos ha gastado para promover un sistema de cooperación y resolución de las crisis de deuda soberana». En su escrito, el fiscal federal del distrito sur de Manhattan, Preet Bharara, señaló que no levantar el bloqueo de fondos para el pago a bonistas reestructurados, tendría "graves consecuencias para la economía argentina y para los intereses de Estados Unidos en la región".
En diciembre de 2012, la Cámara de Apelaciones del Segundo Distrito de Manhattan suspendió el fallo de Griesa y denegó la apelación de los demandantes.

### Apoyos a la postura argentina
La posición argentina fue respaldada por diversos actores de la comunidad internacional:
- Presidentes: Dilma Rousseff (Brasil),[30] Enrique Peña Nieto (México),[31] François Hollande (Francia).[32]
- Organizaciones internacionales: Parlasur,[33] la Asamblea General de las Naciones Unidas,[34] Consejo de Derechos Humanos de las Naciones Unidas,[35] UNASUR,[36] Grupo Brics,[37] CELAC,[38] Parlamento Británico,[39] XXIV Cumbre Iberoamericana (Veracruz, 2014),[40] G77+China,[41] Confederación Sindical Internacional.[42]
- Bancos y asociaciones: Reserva Federal de Estados Unidos,[43] American Bankers Association (Asociación de Banqueros de los Estados Unidos),[44] Clearing House Association (la entidad de pagos más antigua de Estados Unidos),[44] Depositary Trust Company (el mayor custodio de bonos de ese país),[45] Bank of New York,[43] American Chamber of Commerce of Argentine.[46]
- Tenedores de bonos: una decena de fondos de inversión,[47] Exchange Bondholder Group (EGB), de Fintech y Euro Bondholders (que representan los intereses del 93 % de los bonistas que entraron a los canjes de deuda de 2005 y 2010) y la Caja de Valores.[48]
- Economistas: Joseph Stiglitz (premio nobel en economía),[49] Anne Krueger.[50]

El 9 de septiembre de 2014, las Naciones Unidas aprobaron la propuesta de Argentina y del G77+China de establecer un marco jurídico legal a nivel global para los procesos de reestructuración de deuda soberana de los países, con el voto positivo de 124 naciones, mientras que solo 11 lo hicieron en contra y 41 naciones se abstuvieron de emitir opinión. La presidenta argentina aseguró que el resultado fue «en favor de la dignidad de los pueblos». Se trató de una votación histórica, ya que por primera vez la ONU decide tratar en su seno un tema relacionado con los problemas de deudas de países. Otro elemento fundamental al momento de medir la importancia de la decisión es que con el futuro marco legal los países avanzarán en ponerle un freno al accionar de los fondos buitre.
También el FMI se pronunció en contra de las sentencias de la Corte de Nueva York, que obligaban a la Argentina a pagar 100 % de la deuda de los bonos impagos (1500 millones de dólares) cuyos propietarios no ingresaron a los canjes por su propia voluntad. Por su parte, el presidente estadounidense, Barack Obama, acusó al juez Griesa de haber violado la Ley de Inmunidad Soberana de los Estados Unidos al dar información sobre los bienes argentinos a los fondos buitre. En la reunión de la OEA, en sesión extraordinaria para tratar de manera exclusiva este conflicto, el secretario general, José Miguel Insulza, respaldó fuertemente la postura argentina y advirtió sobre «el peligro que significa para el sistema financiero internacional el accionar de los fondos buitres». En ese sentido, afirmó que los fondos especuladores pueden generar «la quiebra de los Estados» a partir de la «búsqueda de precio vil» sin que «les importe si esto redunda en un aumento de la pobreza de los países».
En 2014 la ONG digital Avaaz lanzó una campaña a favor de Argentina, indicando que este precedente «pondrá en peligro los esfuerzos que muchos países del mundo están realizando por reestructurar sus deudas soberanas. El Banco Mundial y el Fondo Monetario Internacional –organismos responsables de estas deudas injustas– han expresado su grave preocupación por las implicaciones del fallo para las futuras crisis de deudas soberanas».

## Proyecto para una tercera reapertura
El 26 de agosto de 2013 la presidenta Cristina Fernández de Kirchner envió al congreso un proyecto de ley para concluir el proceso de reestructuración de los títulos públicos que no ingresaron a los canjes de 2005 y 2010.  El artículo segundo establece que los «términos y condiciones financieros que se ofrezcan no podrán ser mejores que los ofrecidos a los acreedores en el decreto 563/10». El proyecto de ley fue apoyado por el radicalismo y otros partidos.
La norma planteaba el canje voluntario, individual o colectivo de los bonos bajo legislación estadounidense por otros títulos iguales bajo legislación local. Según Aldo Pignanelli, expresidente del Banco Central, la aprobación del proyecto implicaba "es una necesidad jurídica para poder apelar ante la Corte Suprema de Justicia de Estados Unidos, que permita de una vez por todas darles una definición total al problema de los holdouts".

## Fallo de la Corte Suprema de Estados Unidos
Un fallo de segunda instancia congeló la aplicación de la medida de Griesa y posibilitó el pago del cupón atado al PBI a los acreedores que ingresaron al canje, por 3.500 millones de dólares, que llegó a las cuentas de los bonistas.
La Argentina apeló el fallo original de Griesa a la Corte de Apelaciones y al máximo tribunal de justicia de Estados Unidos. Pero el 16 de junio de 2014, la Corte Suprema de Estados Unidos declaró que no revisará el expediente y rechazó tomar el caso. En este escenario, cobró fuerza la sentencia del juez, quien ordenó que el país pagase al contado la totalidad de 1500 millones de dólares reclamados por NML (y otros acreedores), por sus bonos en cesación de pagos.
Tras reiterados intentos frustrados de negociación entre ambas partes, Argentina decide el 30 de junio de 2014 seguir cumpliendo con los pagos a los acreedores de los bonos reestructurados, abonando en concepto de intereses una suma superior a los 900 millones de dólares depositados en las cuentas de los agentes fiduciarios, Banco de Nueva York Mellon (BoNY) y Citibank Argentina. El ministro de Economía, Axel Kicillof, emitió un aviso de pago a los tenedores de deuda que sí entraron en las respectivas reestructuraciones que realizó el país, en el cual enunció:

En el marco de la causa NML Capital, Ltd., et al. v. Republic of Argentina, el juez Griesa impidió la distribución de los fondos depositados en tiempo y forma por la República Argentina para el vencimiento de intereses operado el 30 de junio de 2014. Dichas sumas son propiedad de los Tenedores que adhirieron a los Canjes 2005-2010, en el marco del Trust Indenture y de la legislación aplicable. La República Argentina ratifica que los tenedores tienen un derecho absoluto e incondicional al cobro de los montos depositados por la República Argentina en la cuenta fiduciaria del agente fiduciario (Bank of New York Mellon) siendo ese patrimonio propiedad exclusiva de los tenedores, y ningún tercero puede afectar dicho derecho. El agente fiduciario (Bank of New York Mellon) tiene la obligación, en cualquier caso, de administrar y distribuir dicho patrimonio en beneficio de los tenedores, no pudiendo retener ni devolver válidamente tales importes a la República Argentina. Por tanto, la conducta del agente fiduciario de no distribuir los montos depositados entre los tenedores de los canjes 2005-2010 (ni de solicitarlo judicialmente), es violatoria de sus obligaciones frente al Trust Indenture, la legislación aplicable, y va en contra de los derechos e intereses de los tenedores adherentes a los canjes 2005-2010, según lo establecen las secciones 3.1, 4.5, 4.9 y 5.1, entre otras, del Trust Indenture.
Axel Kicillof

La Corte Suprema de Justicia de la República Argentina en tanto emitió un fallo ordenando suspender cualquier tipo de pago al fondo demandante, argumentando jurídicamente que : "se considera que admitir la pretensión implicaría convalidar que el solicitante, a través de una acción individual promovida ante un tribunal extranjero, eluda el proceso de reestructuración de la deuda pública dispuesto por el Estado Argentino mediante las normas de emergencia dictadas por las autoridades competentes de acuerdo con lo establecido por la Constitución Nacional".
Ante esta situación, la calificadora de riesgo Standard & Poor's declararía a Argentina en «default selectivo» el 30 de julio de 2014. En tal oportunidad, Kicillof enunciaba en conferencia de prensa que «Argentina pagó. Argentina quiere seguir pagando en condiciones razonables, en condiciones posibles, pero estamos ante una situación donde no nos dejan». La presidenta Cristina Fernández de Kirchner se pronunciaba en Casa de Gobierno afirmando que «No vamos a entrar en default, porque en default entran los que no pagan y Argentina pagó».
Axel Kicillof reiteró en varias ocasiones la voluntad de Argentina de seguir dialogando para asegurar condiciones justas, equitativas y legales, lo que implica contemplar los intereses del 92.4 % de los bonistas que si entraron a las reestructuraciones. Durante su exposición en la Organización de Estados Americanos (OEA) el 3 de julio de 2014, el ministro subrayó:

El default no es un problema de la Argentina, la reestructuración no es un problema de Argentina, es un problema mundial, es un problema del capitalismo mundial, del sistema en el que vivimos. Argentina puede ser la primera víctima de estos fallos, pero luego afectarán al resto de los países que hagan reestructuraciones en el mundo.
Axel Kicillof

Ante la falta de respuestas por parte de la justicia estadounidense, el Gobierno argentino decide enviar al Congreso Nacional un proyecto de ley para la emisión de nuevos títulos públicos bajo jurisdicción argentina y francesa que permita eludir la prohibición de cobro de vencimientos de la deuda que ordenó el juez neoyorquino. El proyecto introduce la posibilidad de que los tenedores de títulos puedan optar por solicitar un cambio en la legislación y jurisdicción. Argentina podrá así instrumentar un canje por nuevos bonos regidos por legislación y jurisdicción local o por legislación y jurisdicción de Francia. El 11 de septiembre de 2014 se aprueba la Ley de Pago Soberano con 134 votos a favor, 99 en contra, 12 abstenciones, que autoriza el reemplazo del Bank of New York por Nación Fideicomisos, y permite así el pago en Buenos Aires de la deuda reestructurada.
En noviembre de 2014 George Soros, —uno de los bonistas perjudicados por la decisión de Griesa de extralimitarse en su jurisdicción—, recurrió a la justicia británica, que pocos meses después falló a su favor. Esta decisión habilitaba a Argentina a iniciar un juicio a los fondos buitres en las Islas Caimán, territorio británico, jurisdicción donde los fondos buitre tienen domicilio. La mayoría de estos fondos son sociedades radicadas en paraísos fiscales y que no cotizan en Bolsa, como ellos mismos señalan en los escritos presentados ante el juez Griesa. El economista Guillermo Nielsen, entre otros, defendía esta posibilidad.
En octubre de 2015 el Tribunal de Comercio de Bruselas falló a favor de los tenedores europeos de bonos que habían entrado en las negociaciones de 2005 y 2010, y en contra de los reclamos de los fondos buitre y lo dispuesto por el juez Griesa.

## Cambio de gobierno y pago voluntario a los fondos buitre
En 2016, el nuevo gobierno de Argentina, liderado por el empresario Mauricio Macri, decidió pagarles 9.300 millones USD a los fondos buitre, incluyendo 4.782 millones al de Paul Singer con la aprobación de los diputados (165 afirmativos y 86 negativos) y senadores (56 afirmativos y 16 negativos), saliendo del default.Recibió tratamiento legislativo, y para su aprobación fue decisivo el apoyo en Diputados del Frente Renovador (encabezado por Sergio Massa), y en el Senado del peronismo conservador (encabezado por Miguel Ángel Pichetto).
El pago se encuentra investigado por la justicia argentina por graves irregularidades, entre ellas que no se elaboraron informes por parte de áreas técnicas de organismos estatales que sustenten los montos demandados; hubo acuerdos firmados a mano alzada; no se individualizaron los títulos incorporados; y en la mayoría de los casos se acordó pagar más de lo acordado en las sentencias. Al analizar los desembolsos, los peritos también aseguraron que no hay documentación que avale qué títulos se abonaron. A 2016 la causa es llevada adelante por el fiscal federal Federico Delgado. Paralelamente, se abrió una causa contra Mauricio Macri por la negociación con los buitres, donde se lo investiga por una presunta "delictiva negociación". Un año después se revelaría en una entrevista de Greg Palast (periodista de The New York Times, BBC y The Guardian), donde Paul Singer admite que financió con 2,5 millones USD la campaña presidencial de Mauricio Macri, para de este modo asegurarse una ganancia exponencial sobre su juicio contra Argentina, obteniendo en dicha maniobra ganancias de un 10.000%.
Datos del diario británico Financial Times revelaron que para pagarles a los buitres, Argentina emitió la mayor suma de deuda para cualquier nación en desarrollo desde 1996, siendo el país que más se endeudó en el mundo. Días después, como consecuencia de esta política nacieron los llamados fondos de "tercera generación", una nueva tanda de demandantes con bonos que no ingresaron a los canjes de deuda de 2005 y 2010; y tampoco aceptaron el pago del gobierno de Macri. A principios de 2016, la devaluación del peso de $9,8 a $13,95 generó un incremento de $40.000 millones en la deuda de las provincias, lo que representa un 20% del stock total de las mismas. Tras meses de investigaciones, el fiscal del caso declaró que  el endeudamiento por 16.500 millones USD que encaró la administración de Cambiemos para luego cancelar en efectivo 12.500 millones USD a los bonistas en default fue el broche de oro de una gigantesca estafa al Estado nacional.
En noviembre de 2016 un nuevo fondo buitre volvió a exigir dinero a la Argentina.